# IPhone SE (2016)
De iPhone SE is een smartphone, ontworpen en op de markt gebracht door Apple. De afkorting SE staat voor "Special Edition" (Nederlands: Speciale Editie). De telefoon is op 21 maart 2016 geïntroduceerd. Vanaf 29 maart dat jaar was de smartphone te bestellen in Nederland en België. Vanaf 5 april werd hij geleverd.

## Uiterlijk
De iPhone SE heeft vrijwel hetzelfde uiterlijk als de iPhone 5s, eveneens met een beelddiagonaal van 10,1 cm (4-inch). De iPhone was beschikbaar in vier kleuren: roségoud, spacegrijs, zilver en goud.

## Technisch
De opslagcapaciteit van de iPhone SE is 16, 32, 64 of 128 GB.
Technisch lijkt de iPhone SE veel op de iPhone 6s, qua uiterlijk lijkt de iPhone SE weer sprekend op de iPhone 5s. Net als de iPhone 6s heeft de SE een Apple A9-chip. In tegenstelling tot de iPhone 6s is 3D-Touch niet beschikbaar. De voorcamera van iPhone SE heeft slechts 1,2 megapixel, terwijl de iPhone 6s 5 megapixel heeft.
Nieuwe functies zijn de in de thuisknop geïntegreerde vingerafdruksensor en extra mogelijkheden voor Siri.

## Einde
Per 12 september 2018 heeft Apple de verkoop van de iPhone SE gestaakt.

## Specificaties
| Scherm            | Beelddiagonaal van 10,1 cm (4 inch), resolutie van 1136 bij 640 pixels. Het scherm gebruikt een multitouch-touchscreentechnologie met led-achtergrondverlichting, heeft een resolutiedichtheid van 326 ppi en gebruikt de "Retina"-technologie van Apple.                                                      |
| Grootte           | 123,8 × 58,6 × 7,6 mm |
| Gewicht           | 113 gram |
| Besturingssysteem | iOS 9 (voorgeïnstalleerd) tot en met iOS 15.8.3 |
| Verbindingen      | Met de computer via een Lightning-dockconnector, wifi, Bluetooth 4.2 |
| Netwerken         | GSM/GPRS/EDGE (850, 900, 1800, 1900 MHz), UMTS/HSPA+/DC-HSDPA (850, 900, 1900, 2100 MHz) LTE (Banden 1, 2, 3, 5, 7, 8, 20) |
| SoC               | Apple A9 |
| Processor         | 1,85 GHz dual-core 64-bit ARMv8-A "Twister" |
| Geheugen          | 2 GB (LPDDR4 RAM) |
| Capaciteit opslag | 16, 32 (vanaf 21 maart 2016), 64 of 128 (vanaf 24 maart 2017) GB intern, niet uitbreidbare opslag. |
| Batterij          | Ingebouwde oplaadbare lithium-ion-polymeeraccu. Beltijd: 14 uur op 3G. Internet: 12 uur op 3G, 13 uur op 4G LTE, 13 uur op wifi. Audio: 50 uur, video: 13 uur. In stand-by: 10 dagen. |
| Camera            | Achterkant: 12 megapixel, foto en film (1080p) (30 of 60 fps, (720p) (30 fps, Slow motion in 1080p met 120 bps of 720p met 240 bps, gezichtsherkenning, videostabilisatie (1080p en 720p), True Tone flash, Zoomen tijdens afspelen (3× zoom), Geotagging voor video’s. Voorkant: 1,2 MP foto's, 720p video's. |
| Kleur             | Goud, roségoud, spacegrijs en zilver |
| Levering          | Benelux: 5 april 2016 |